# Matt Hollingsworth
Pour les articles homonymes, voir Hollingsworth.
Matthew Dale Hollingsworth (né le 17 décembre 1968 dans le comté de Los Angeles) est un coloriste de bande dessinée américain. Il a notamment colorisé The Wake, un comics récompensé par un Eisner Award, et Empire of the Dead, écrit par le célèbre réalisateur George A. Romero.

## Prix et récompenses
- 1997 : Prix Eisner de la meilleure colorisation pour Preacher, Death: Le Choix d'une vie, Bloody Mary et Challengers of the Unknown